# Relations entre la Géorgie et la Sierra Leone
Cet article décrit les relations bilatérales entre la Géorgie et la République de Sierra Leone.

## Description
La Sierra Leone reconnaît l'indépendance de la Géorgie à la suite de la chute de l'Union soviétique. Toutefois, aucune relation formelle n'est entretenue pendant cinq ans. Ce n'est que le 7 avril 1997 que Tbilissi et Freetown établissent des relations diplomatiques, sans pour autant échanger d'ambassadeur. Jusqu'à présent, les relations bilatérales entre les deux pays gardent le même statut.
L'arrivée au pouvoir de Mikheil Saakachvili au pouvoir en Géorgie en 2004 change légèrement les relations entre les deux pays, sans pour autant définir une diplomatie plus solide avec Freetown. Une éphémère tentative de commerce est organisée en 2006, mais à la fin de l'année, l'exportation de produits géorgiens vers la Sierra Leone n'atteint que les 300 dollars, tandis qu'aucune importation sierra-léonaise en Géorgie n'est enregistrée durant la même période.
Le 21 septembre 2007, s'alignant avec la déclaration commune des membres de l'Union européenne et de ses alliés, la Géorgie reçoit positivement les élections démocratiques voyant Ernest Bai Koroma accéder au pouvoir au Sierra Leone. Mais cette déclaration n'a pas été rapportée par un changement dans les relations bilatérales.